# 豊頃町

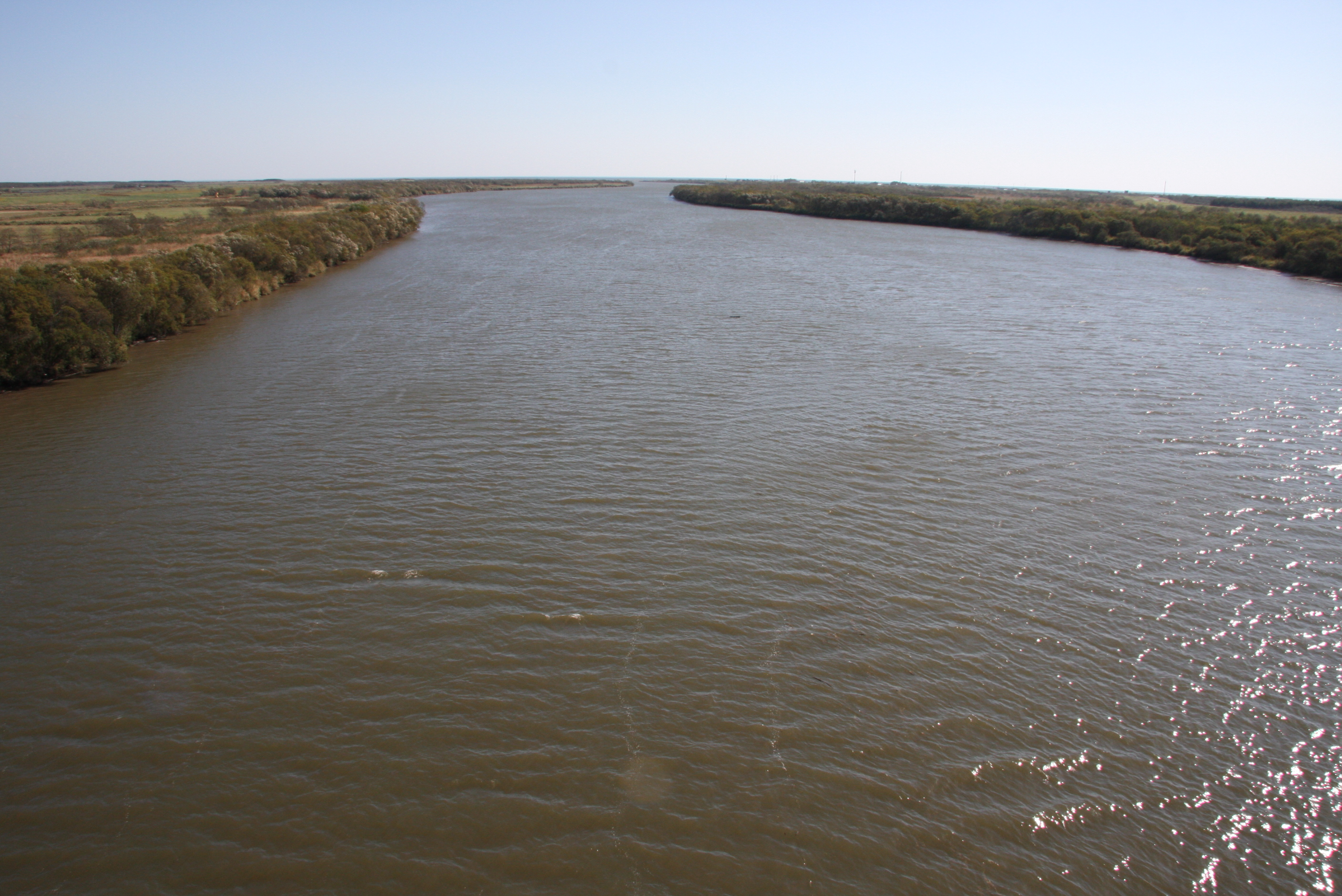
十勝河口橋より見た十勝川下流

十勝川と豊頃大橋

豊頃町（とよころちょう）は、北海道十勝総合振興局管内の中川郡にある町。十勝地方の東南端に位置している。十勝地方の開拓が十勝川を河口から遡上する形で進んだ歴史から十勝地方発祥の地とされ、大津地区と呼ばれる河口住居地の中央近くに碑がある。ハルニレの木が町のシンボルとなっている。

## 町名の由来
アイヌ語に由来するとされるが原義は不明となっている。
幕末から明治にかけて活躍した探検家の松浦武四郎が著した『十勝日誌』には当地を指すと思われる「トヒヲカ」の名称があるが、その由来については示されていない。またアイヌ語研究者の永田方正や1950年版以降の『北海道　駅名の起源』は「トヨㇷ゚カオロ」という語が由来であるとしているが、いずれもその原義は不明としている。
加えて、1947年版の『北海道駅名の起源』は「トエコロ（多くのフキ）」と書いているが、これについてアイヌ語研究者の山田秀三は「納得しにくい」と評している。

## 地理
十勝総合振興局東部に位置、太平洋に面する。十勝川流域及び太平洋沿岸部は平地で、その他の地域は丘陵地帯。十勝川下流湖沼群および十勝海岸湖沼群が「生物多様性の観点から重要度の高い湿地」（重要湿地） に、十勝川河口周辺が「生物多様性の観点から重要度の高い海域」に選定されている。大津海岸は、厳寒期の砂浜に「ジュエリーアイス」と呼ばれる氷の塊が現れるという現象で知られている。
- 山：カンカン山
- 河川：十勝川、利別川、牛首別川、湧洞川
- 湖沼：長節湖、湧洞沼、育素多沼、幌岡大沼、佐々田沼

## 気候
ケッペンの気候区分によると、豊頃町は湿潤大陸性気候に属する。寒暖の差が大きく気温の年較差、日較差が大きい顕著な大陸性気候である。降雪量が多く、豪雪地帯に指定されている。冬季は-20℃を下回る気温が観測されることが珍しくなく、寒さが厳しい。
| 大津（1991年 - 2020年）の気候      | 大津（1991年 - 2020年）の気候 | 大津（1991年 - 2020年）の気候 | 大津（1991年 - 2020年）の気候 | 大津（1991年 - 2020年）の気候 | 大津（1991年 - 2020年）の気候 | 大津（1991年 - 2020年）の気候 | 大津（1991年 - 2020年）の気候 | 大津（1991年 - 2020年）の気候 | 大津（1991年 - 2020年）の気候 | 大津（1991年 - 2020年）の気候 | 大津（1991年 - 2020年）の気候 | 大津（1991年 - 2020年）の気候 | 大津（1991年 - 2020年）の気候 |
| 月                                 | 1月                           | 2月                           | 3月                           | 4月                           | 5月                           | 6月                           | 7月                           | 8月                           | 9月                           | 10月                          | 11月                          | 12月                          | 年                            |
| ---------------------------------- | ----------------------------- | ----------------------------- | ----------------------------- | ----------------------------- | ----------------------------- | ----------------------------- | ----------------------------- | ----------------------------- | ----------------------------- | ----------------------------- | ----------------------------- | ----------------------------- | ----------------------------- |
| 最高気温記録 °C （°F）             | 7.6 (45.7)                    | 11.5 (52.7)                   | 15.9 (60.6)                   | 31.9 (89.4)                   | 31.3 (88.3)                   | 34.5 (94.1)                   | 36.9 (98.4)                   | 34.6 (94.3)                   | 31.4 (88.5)                   | 25.1 (77.2)                   | 20.4 (68.7)                   | 13.4 (56.1)                   | 36.9 (98.4)                   |
| 平均最高気温 °C （°F）             | −1.1 (30)                     | −0.4 (31.3)                   | 3.3 (37.9)                    | 8.9 (48)                      | 12.9 (55.2)                   | 15.6 (60.1)                   | 19.5 (67.1)                   | 21.6 (70.9)                   | 20.2 (68.4)                   | 15.4 (59.7)                   | 8.9 (48)                      | 1.5 (34.7)                    | 10.5 (50.9)                   |
| 日平均気温 °C （°F）               | −7.4 (18.7)                   | −6.4 (20.5)                   | −1.2 (29.8)                   | 4.1 (39.4)                    | 8.5 (47.3)                    | 12.1 (53.8)                   | 16.1 (61)                     | 18.1 (64.6)                   | 15.9 (60.6)                   | 9.9 (49.8)                    | 3.2 (37.8)                    | −4.2 (24.4)                   | 5.7 (42.3)                    |
| 平均最低気温 °C （°F）             | −13.9 (7)                     | −13.2 (8.2)                   | −6.4 (20.5)                   | −0.4 (31.3)                   | 4.6 (40.3)                    | 9.2 (48.6)                    | 13.6 (56.5)                   | 15.4 (59.7)                   | 12.0 (53.6)                   | 4.5 (40.1)                    | −2.2 (28)                     | −9.8 (14.4)                   | 1.1 (34)                      |
| 最低気温記録 °C （°F）             | −26.6 (−15.9)                 | −27.7 (−17.9)                 | −22.1 (−7.8)                  | −10.7 (12.7)                  | −3.7 (25.3)                   | 0.3 (32.5)                    | 6.4 (43.5)                    | 7.2 (45)                      | 1.1 (34)                      | −5.4 (22.3)                   | −13.7 (7.3)                   | −21.5 (−6.7)                  | −27.7 (−17.9)                 |
| 降水量 mm （inch）                 | 42.2 (1.661)                  | 28.5 (1.122)                  | 47.3 (1.862)                  | 73.4 (2.89)                   | 107.6 (4.236)                 | 103.8 (4.087)                 | 123.9 (4.878)                 | 145.7 (5.736)                 | 165.5 (6.516)                 | 114.4 (4.504)                 | 61.3 (2.413)                  | 53.7 (2.114)                  | 1,076 (42.362)                |
| 平均降水日数 （≥1.0 mm）           | 5.2                           | 4.4                           | 5.8                           | 7.8                           | 9.5                           | 8.4                           | 10.4                          | 10.7                          | 10.3                          | 8.4                           | 7.7                           | 5.9                           | 95.1                          |
| 平均月間日照時間                   | 192.9                         | 188.6                         | 213.4                         | 182.6                         | 174.1                         | 123.3                         | 110.3                         | 121.3                         | 145.0                         | 174.1                         | 173.0                         | 179.6                         | 1,981.4                       |
| 出典1：Japan Meteorological Agency |                               |                               |                               |                               |                               |                               |                               |                               |                               |                               |                               |                               |                               |
| 出典2：気象庁                      |                               |                               |                               |                               |                               |                               |                               |                               |                               |                               |                               |                               |                               |

## 隣接している自治体
- 十勝総合振興局
  - 中川郡：池田町、幕別町
  - 十勝郡：浦幌町
  - 広尾郡：大樹町

### 人口
| |                                        |  |
| 豊頃町と全国の年齢別人口分布（2005年） | 豊頃町の年齢・男女別人口分布（2005年） |  |
| ■紫色 ― 豊頃町 ■緑色 ― 日本全国 | ■青色 ― 男性 ■赤色 ― 女性              |  |
| 豊頃町（に相当する地域）の人口の推移 \| 1970年（昭和45年） \| 7,386人 \| \| \| 1975年（昭和50年） \| 6,280人 \| \| \| 1980年（昭和55年） \| 5,779人 \| \| \| 1985年（昭和60年） \| 5,541人 \| \| \| 1990年（平成2年） \| 5,050人 \| \| \| 1995年（平成7年） \| 4,519人 \| \| \| 2000年（平成12年） \| 4,164人 \| \| \| 2005年（平成17年） \| 3,732人 \| \| \| 2010年（平成22年） \| 3,394人 \| \| \| 2015年（平成27年） \| 3,182人 \| \| \| 2020年（令和2年） \| 3,022人 \| \| |                                        |  |
| 総務省統計局 国勢調査より |                                        |  |
| 1970年（昭和45年） | 7,386人                                |  |
| 1975年（昭和50年） | 6,280人                                |  |
| 1980年（昭和55年） | 5,779人                                |  |
| 1985年（昭和60年） | 5,541人                                |  |
| 1990年（平成2年） | 5,050人                                |  |
| 1995年（平成7年） | 4,519人                                |  |
| 2000年（平成12年） | 4,164人                                |  |
| 2005年（平成17年） | 3,732人                                |  |
| 2010年（平成22年） | 3,394人                                |  |
| 2015年（平成27年） | 3,182人                                |  |
| 2020年（令和2年） | 3,022人                                |  |

## 歴史
- 1798年（寛政10年）頃から大津地区に番屋・駅逓が設置された。また十勝地方開拓・アイヌとの交易の拠点ともなった。
- 1880年（明治13年） 大津外4郡戸長役場が設置される。
- 1893年（明治26年） 大津に中川郡各戸長役場が設置される。
- 1896年（明治29年） 二宮尊親（二宮尊徳の孫）が北海道開拓の豊頃町に住む。
- 1899年（明治32年） 中川郡旅来を除く豊頃外13か村が大津戸長役場から分かれる（中川郡豊頃村安骨村戸長役場が設置される）
- 1906年（明治39年）4月1日 豊頃村、安骨（ちゃしこちゃ）村が合併、二級町村制が施行され、豊頃村となる。同時に安骨村は読みを「あんこつむら」に改める。
- 1955年（昭和30年）4月1日 大津村の一部（大津村（一部）・長臼村（一部）・旅来村・当縁村（一部））を編入。
- 1965年（昭和40年）1月1日 町制施行、豊頃町となる。
- 1979年（昭和54年）- 1982年（昭和57年）町内の6大字を以下の各字・町に再編。
  - 豊頃村 → 茂岩、茂岩新和町、茂岩本町、茂岩末広町、茂岩栄町、中央新町、中央若葉町、豊頃南町、豊頃佐々田町、豊頃旭町（以上1979年）、豊頃、礼文内、十弗、十弗宝町、幌岡、北栄、育素多（以上1980年）、統内、礼作別、農野牛、牛首別、二宮、背負、安骨（以上1981年）
  - 安骨村 → 安骨、背負、薄別（以上1981年）、旅来（1982年）
  - 大津村 → 大津元町、大津幸町、大津寿町、大津港町（以上1979年）、大津、打内、長節、旅来（以上1982年）
  - 長臼村 → 打内、大津、旅来（1982年）
  - 旅来村 → 安骨（1981年）、旅来、打内（以上1982年）
  - 当縁村 → 大津港町（1979年）、大津、長節、湧洞（以上1982年）
- 2000年（平成12年） 開町120年記念式典が挙行される。

## 行政
町長
- 按田武（1期目、2021年 - ）[9]

過去の村長・町長
出典→
1. 田中幸次郎（1906年4月1日 - 1909年7月6日）
2. 小林官太（1909年7月7日 - 1912年9月4日）
3. 和井田喜之（1912年9月5日 - 1913年5月31日）
4. 浅地良（1913年6月1日 - 1917年12月22日）
5. 秋浜融三（1917年12月23日 - 1919年10月5日）
6. 星川季治郎（1919年10月6日 - 1921年5月9日）
7. 板垣義彰（1921年5月10日 - 1923年7月4日）
8. 松山友則（1923年7月5日 - 1930年8月18日）
9. 上達小次郎（1930年8月20日 - 1936年4月9日）
10. 林勉（1936年4月9日 - 1939年6月13日）
11. 大橋佐七（1940年6月13日 - 1944年5月16日）
12. 今江武雄（1944年5月16日 - 1946年11月7日）
13. 中本繁（村長代理、1946年11月8日 - 1948年4月8日）
14. 佐藤義助（1947年4月7日 - 1955年4月30日、2期）
15. 大橋佐七（1955年5月1日 - 1959年4月30日、1期）
16. 菅原春見（1959年5月1日 - 1971年4月30日、1965年1月1日以降は町長）
17. 神田貞雄（1971年5月1日 - 1983年4月30日）
18. 小野木徳治（1983年5月1日 - 1989年4月22日）
19. 長瀬智（1989年4月23日 - 1997年4月22日）
20. 西本安志（1997年4月23日 - 2005年4月22日）
21. 宮口孝（2005年4月23日 - 2021年4月22日）

議会
- 定数：9[12]

衆議院選挙区
- 北海道第11区

## 経済

### 産業
農業（畑作）、酪農、漁業が盛ん。畑作では馬鈴薯、テンサイ、小麦、豆、大根などを生産。大津漁港を拠点とする漁業では、サケ、カニ、ホッキ貝、シシャモなどが獲れる。

### 立地企業
- アイシン豊頃試験場（テストコース）
- ユーラス豊頃ソーラーパーク

### 組合
- 豊頃町農業協同組合（JA豊頃町）
- 大津漁業協同組合
- 十勝広域森林組合豊頃事業所
- 北海道農業共済組合（NOSAI北海道）十勝東部支所・十勝東部家畜診療所

### 郵便局
- 豊頃郵便局（集配局）
- 豊頃駅前郵便局
- 大津郵便局
- 二宮簡易郵便局
- 十弗簡易郵便局

## 公共機関

### 警察
- 池田警察署[13]
  - 豊頃駐在所
  - 茂岩駐在所
  - 大津駐在所

### 消防
- とかち広域消防事務組合豊頃消防署

## 姉妹都市・提携都市

### 姉妹都市
- 福島県相馬市
- 富山県滑川市
- カナダブリティッシュコロンビア州サマーランド市 (英:Summerland)

## 教育
- 高等学校
  - なし
- 中学校
  - 豊頃
- 小学校
  - 大津
  - 豊頃（旧豊頃小を廃止し、2007/4に新たに設置）

閉校された学校
- （旧）豊頃小学校 2007/3
- 茂岩小学校 2007/3
- 礼文内小学校
- 統内小学校
- 二宮小学校
- 報徳小学校
- 旅来小学校
- 長節小学校
- 礼文内中学校

## 交通

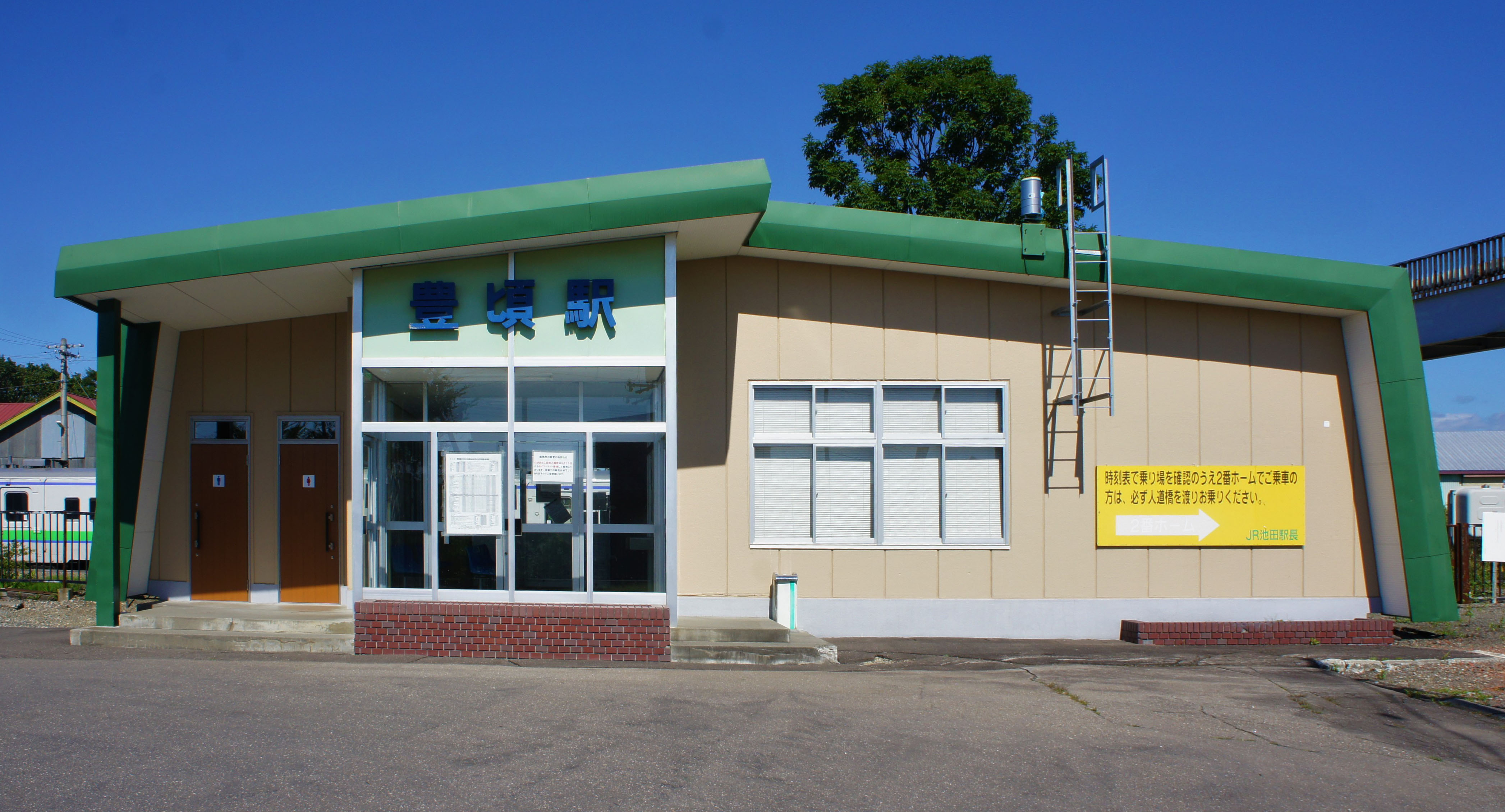
豊頃駅

### 空港
- なし（最寄りの空港は帯広市の帯広空港）

### 鉄道
- 北海道旅客鉄道（JR北海道）
  - 根室本線 : 十弗駅 - 豊頃駅

### バス
- 豊頃町有バス、豊頃町コミュニティバス - 市街地循環線、旅来・大津方面[14]

かつては帯広 - 浦幌間の路線バス（十勝バス）や帯広 - 釧路間の特急すずらん号（十勝バス・くしろバス）が町内に停車していたが、2011年（平成23年）4月1日までに廃止された。

### 道路
- 高速道路
  - なし
- バイパス
  - なし
- 一般国道
  - 国道38号
  - 国道336号
- 都道府県道
  - 北海道道62号豊頃糠内芽室線
  - 北海道道73号帯広浦幌線
  - 北海道道210号尾田豊頃停車場線
  - 北海道道318号湧洞豊頃停車場線
  - 北海道道320号旅来豊頃停車場線
  - 北海道道597号十弗浦幌線
  - 北海道道882号利別牛首別線
  - 北海道道911号大津旅来線
  - 北海道道912号大津長節線
  - 北海道道1051号湧洞線

## 名所・旧跡・観光スポット・祭事・催事

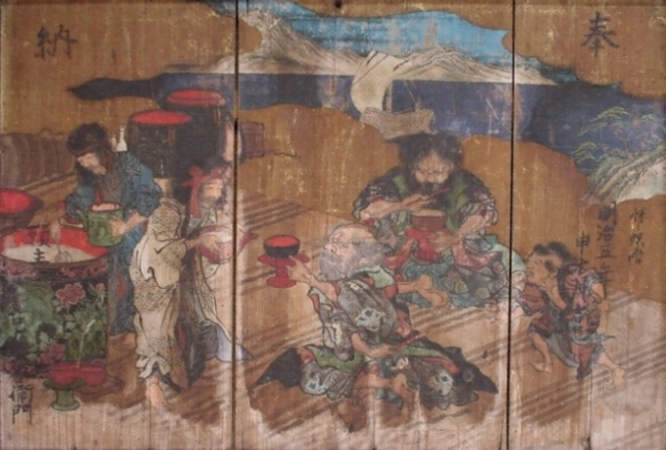
絵馬カムイノミの図（河鍋暁斎画）

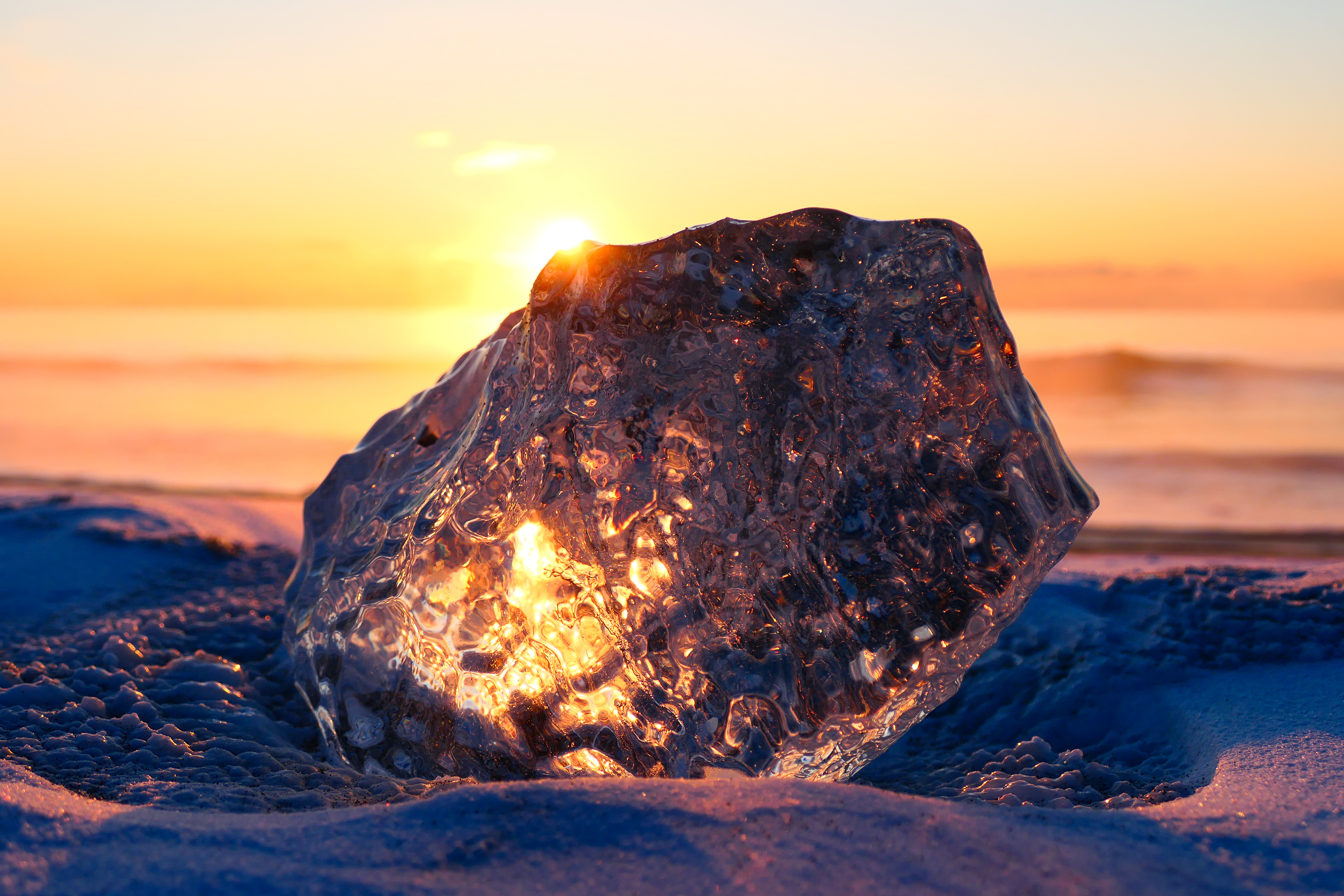
大津海岸に打ち上げられた氷塊「ジュエリーアイス」

### 文化財

#### 道指定
- 絵馬カムイノミの図 - 大津稲荷神社蔵
- 大津海岸トイトツキ浜野生植物群落
- 大津海岸長節湖畔野生植物群落

#### 町の文化財
- 二宮尊親の書「修学習業」
- 二宮尊徳の紋付羽織 - 報徳二宮神社蔵
- 二宮尊徳の直筆「道歌」 - 報徳二宮神社蔵
- 二宮尊徳の書「遂終」
- 二宮獅子舞神楽 - 二宮郷土芸能保存会
- 礼文内第2チャシコツ
- 旅来Aチャシコツ
- 旅来Bチャシコツ
- ハルニレ - 2件
- 湧洞湖畔野生植物群落

### 観光
- 十勝ロイヤルホテル
- 大津・長節原生花園
- ハルニレの木 町のシンボル（写真絵本『はるにれ』のモデルにもなった）
- 小川の滝
- ジュエリーアイス - 十勝川河口近くの大津海岸に宝石のような氷が打ち寄せられる冬の風物詩

## 出身・ゆかりの人物

### 出身有名人
- THE HOMESICKS

### ゆかりの人物
- 粟野咲莉 - 子役俳優。高祖父は豊頃村の初代公選村長だった佐藤義助[15]。
- 細谷源二 - 俳人